# Municipalità locale di Newcastle
Newcastle è una municipalità locale (in inglese Newcastle Local Municipality) appartenente alla municipalità distrettuale di Amajuba della provincia di KwaZulu-Natal in Sudafrica. 
In base al censimento del 2001 la sua popolazione è di 332.980 abitanti.
La sede amministrativa e legislativa è la città di Newcastle e il suo territorio si estende su una superficie di 1.855 km² ed è suddiviso in 31 circoscrizioni elettorali (wards). Il suo codice di distretto è KZN252.

## Geografia fisica

### Confini
La municipalità locale di Newcastle confina a nord con quella di Pixley ka Seme (Gert Sibande/Mpumalanga), a est con quella di Emadlangeni, a sud con quella di Dannhauser e a ovest con quella di Phumelela (Thabo Mofutsanyane/Free State).

### Città e comuni
- Ballengeich
- Charleston
- Hlubi
- Ingogo
- Madadeni
- Newcastle
- Ngagane
- Osizweni

### Fiumi
- Harts
- Ncandu
- Ngagane
- Ngogo

### Dighe
- Amcor Dam
- Chelmsford Dam